# Каргал
Каргал — село в Зубово-Полянском районе Мордовии России. Входит в состав Зарубкинского сельского поселения.

## История
В «Списке населённых мест Тамбовской губернии за 1866» Каргал казенная село из 40 дворов Спасского уезда.

## Население
| 2002 | 2010 |
| ---- | ---- |
| 357  | ↘347 |

Национальный состав
Согласно результатам Всероссийской переписи населения 2002 года, в национальной структуре населения мордва-мокша составляли 100 %.